# Proportionalitet (matematik)
Inom matematiken är två kvantiteter proportionella om den ena kvantiteten är en konstant multipel av den andra, det vill säga om deras förhållande är konstant.

## Definition
Variabeln y är proportionell (ibland direkt proportionell) mot variabeln x, om det existerar en konstant k, som är skild från noll, sådan att
{\displaystyle y=kx\,}
Relationen skrivs ibland med proportionalitetstecken
{\displaystyle y\sim x\quad }
mer sällan används
{\displaystyle y\propto x\quad } (mest i engelskspråkig litteratur)
och den konstanta kvoten
{\displaystyle k={\frac {y}{x}}}
kallas för proportionalitetskonstant.

### Exempel
- Om ett objekt förflyttas med konstant fart, då är det tillryggalagda avståndet proportionellt mot tiden för förflyttningen, med farten som proportionalitetskonstant.
- En cirkels omkrets är proportionell mot dess diameter, med proportionalitetskonstanten π.
- På en skalenlig karta, är avståndet mellan två punkter på kartan proportionerligt mot avståndet mellan de två platserna som punkterna representerar, där proportionalitetskonstanten är kartans skala.
- Den kraft varmed ett objekt påverkas av jordens gravitation vid havsnivå är proportionell mot objektets massa, där proportionalitetskonstanten är gravitationskonstanten.

## Egenskaper
Eftersom
{\displaystyle y=k\cdot x}
är ekvivalent med
{\displaystyle x={\frac {1}{k}}\cdot y}
följer att om y är proportionell mot x med proportionalitetskonstanten k, skild från noll, är x också proportionell mot y med proportionalitetskonstanten 1/k.
Om y är proportionell mot x, kommer grafen av y som en funktion av x att vara en rät linje som går genom origo, där linjens lutning är lika med proportionalitetskonstanten.

## Omvänd proportionalitet (Invers proportionalitet)
I definitionen ovan, ser man att två proportionerliga variabler sägs vara direkt proportionerliga. Detta för att skilja proportionalitet från omvänd proportionalitet. 
Två variabler är omvänt proportionerliga om en av variablerna är direkt proportionerlig mot den andra variabelns reciproka värde, eller ekvivalent om deras produkt är en konstant. Därav följer, att variabeln y är omvänt proportionell mot x om det existerar en konstant k, som är skild från noll, sådan att
{\displaystyle y={k \over x}.}
Enkelt uttryckt, begreppet omvänd proportion innebär att om den ena variabelns absolutbelopp eller storlek växer, så sjunker den andra variabelns absolutbelopp eller storlek, så att deras produkt (proportionalitetskonstanten) alltid är densamma.

### Exempel
- Den tid det tar att genomföra en resa är omvänt proportionell mot resans fart.
- Den tid som behövs för att gräva ett hål är (ungefär) omvänt proportionell mot antalet personer som gräver.

Grafen av två variabler som varierar omvänt i det Kartesiska koordinatsystemet är en hyperbel. Produkten av X- och Y-värdena för varje punkt på kurvan är lika med proportionalitetskonstanten (k).  Eftersom k aldrig kan vara lika med noll, så kommer grafen aldrig att skära någon av axlarna.

## Exponentiell och logaritmisk proportionalitet
En variabel y är exponentiellt proportionell mot en variabel x, om y är direkt proportionell mot exponentialfunktionen av x, det vill säga om det existerar en konstant k, som är skild från noll, sådan att
{\displaystyle y=ka^{x}.\,}
På samma sätt så är en variabel y logaritmiskt proportionell mot en variabel x, om y är direkt proportionell mot logaritmen av x, det vill säga om det existerar en konstant k, som är skild från noll, sådan att
{\displaystyle y=k\log _{a}(x).\,}

## Experimentell bestämning
För att experimentellt avgöra om två fysiska kvantiteter är direkt proportionerliga, utför man många mätningar och prickar in värdena i ett Kartesiskt koordinatsystem. Om punkterna ligger på eller nära en rät linje som går genom origo (0, 0), så är de två variablerna förmodligen proportionerliga, med linjens lutning som proportionalitetskonstant.